# 항일여성독립운동기념사업회
항일여성독립운동기념사업회는 항일여성독립운동가들의 기념 사업을 하는 독립운동 단체다. 김희선 전 국회의원이 이사장이다.
2014년 3월 여성독립운동기념사업회로 창립됐다. 여성독립운동기념사업회는 문재인 정부가 출범한 후인 2017년 7월 국가보훈처로부터 비영리법인 설립 허가를 받아 사단법인 여성독립운동기념사업회가 됐다. 2018년 4월에는 사단법인 항일여성독립운동기념사업회로 이름을 변경했고, 같은 해 9월에는 지정기부금 단체로 지정됐다. 김희선이 창립 이후 계속 회장-이사장 등을 맡고 있다.
항일여성독립운동기념사업회 홈페이지에는 “본 회는 대일항쟁기, 빼앗긴 나라를 되찾기 위해 일제에 항거했던 수많은 항일여성독립운동가들에 대한 역사적 사실을 발굴하여 알림으로써 자랑스러운 대한민국의 역사를 후대에 물려주고자 한다”라고 그 취지를 밝히고 있다.
홈페이지 http://www.herstorykorea.org
주소지는 서울 동대문구 왕산로 53, 사숙재회관 402호.
후원전용계좌 농협 : 301-0230-6110-11
예금주 : (사)항일여성독립기념사업회
사업회에는 2명의 상근자가 더 있고 후원 회원은 300명 정도다.
항일여성독립운동가 추모 문화제, 만주독립항쟁 역사유적지 답사, 각종 세미나와 심포지엄 등을 진행한다.
“4년 동안 가장 힘쓴 일은 항일 여성들을 알리는 활동이었죠. 손가락을 잘라 ‘조선독립원’ 글자를 쓴 남자현 의사나 최초 여성 의병장 윤희순 의사, 임신한 몸으로 평남도청에 폭탄을 던져 7년 옥고를 치른 안경신 의사 등을 알리는 강좌를 열었어요. 영화 <밀정>(2016) 기획자인 이진숙 대표도 사업회가 마련한 3개월 과정 교육 1기 수료생입니다.” 김희선 이사장의 말이다.
2018년 8월엔 여성 독립운동가의 삶을 소재로 한 ‘청소년 랩 배틀 대회’를 열기도 했다.
2019년 3월 27일~4월 9일에는 여성가족부·연합뉴스 등과 함께 ‘위대한 여성독립운동가, 전시로 만나다’ 전시회를 서울 세종문화회관 제2전시실에서 개최했다. 8월 7일부터 서울 정동 세실극장과 배재어린이공원에서 제2회 항일여성독립운동추모문화제를 하고 있다.